# ألفارو دي لونا
ألفارو دي لونا وفرنانديز دي خارافا (بين عامي 1388 و1390 - 2 يونيو 1453)؛ كان رجل دولة قشتالي، والمقرب لدى خوان الثاني ملك قشتالة، شغل منصب كونستابل قشتالة والسيد الأكبر لتنظيم سانتياغو، اكتسب نفوذًا كبيرًا في شؤون الملكية مع أعقاب دعمه للملك خوان الثاني ضد أقاربه أنفانتون أراغون، لاحقاً بمجرد أن فقد حماية الملك، أُعدم في بلد الوليد عام 1453.

## السنوات المبكرة
وُلِد بين عامي 1388 و1390 في كانييتي، في ما يُعرف الآن بمقاطعة قونكة، باعتباره الابن غير الشرعي للنبيل القشتالي الدون ألفارو مارتينيز دي لونا، عمدة كوبيرو، وماريا فرنانديز دي خارانا هي امرأة جميلة وذات شخصية عظيمة.
تم تقديمه إلى البلاط كوصيف بتزكية عمه بيدرو الخامس دي لونا، رئيس أساقفة طليطلة في عام 1410، ولكن سرعان ما حصل ألفارو على نفوذ مهيمن على خوان الثاني الذي كان صبيًا آنذاك، خلال فترة وصاية عمه فرناندو والتي انتهت في عام 1412، لم يُسمح له بأن يكون أكثر من مجرد خادم، ومع ذلك عندما انتُخب فرناندو ملكًا لأراغون، وتولت والدته الإنجليزية كاثرين لانكستر حفيدة بيدرو ملك قشتالة الوصاية عليه، وبذلك أصبح ألفارو شخصًا مهمًا للغاية، ما يسمى " كونتينو"، أو الصديق الأقدم للملك.
تزوج ألفارو دي لونا من إلفيرا دي بورتوكاريرو في عام 1420، ولم يكن لهما أبناء.،وفي عام 1430 تزوج من خوانا بيمينتيل وأنجب منها طفلين.

## المقرب
كان الملك الشاب ينظر إليه بحب وعاطفة، وهو ما نسبه خرافة العصر اللاحق إلى السحر، ولأن الملك كان تحت ضغط النبلاء الجشعين عديمي الضمير ــ ومن بينهم أبناء عمومته "أبناء فرناندو" والمعروفين باسم أنفانتون أراغون، ربما كانوا الأكثر خطورة ــ فإن اعتماده على المقرب عنده له الدوافع ليكون مخلصًا إليه أمر مفهوم تمامًا، كان لدى لونا أيضًا العديد من الإنجازات التي أعجب بها الملك: فارس ماهر، ومحترف في استخدام الرمح وكاتب شعر في البلاط، وأيضا بعيدًا عن نطاق حاشيته، وأيضا ماهر في أساليب المؤامرات والخداع.
حتى سقوطه، كان ألفارو الشخصية المحورية في تاريخ قشتالة في ذلك الوقت، التي اعتبرت فترة من الصراع المستمر، وتميزت بتحالفات متغيرة من النبلاء، وبالتحديد أتفانتون أراغون: إنريكي وخوان شقيقا ماريا زوجة خوان الثاني، اللذان فضلوا تحرير الملك من نفوذه المتصاعد، وكانوا عازمين على جعل الملك دمية لديهما لتحقيق غاياتهما الخاصة.
كانت الأراء حول الدور الذي لعبه ألفارو دي لونا متباينة، بحيث رؤت الموسوعة البريطانية الطبعة الحادية عشرة على لسان المؤرخ خوان دي ماريانا: بأنه كان يبدو مجرد مقرب يسعى لتحقيق مصلحته الشخصية، في حين بالنسبة للآخرين بدا وكأنه خادم مخلص للملك سعى جاهداً لفرض سلطة التاج، والتي كانت في قشتالة البديل الوحيد للفوضى المستمرة آنذاك، لقد قاتل من أجل غاياته الخاصة، ولكن تفوقه ربما كان أفضل من حكم التحالفات الخارجة عن القانون من النبلاء الناهبين للسلطة.
في عام 1427 تم طرده رسميًا من قبل تحالف من النبلاء، ولكن تم استدعاؤه في العام التالي، وفي عام 1431 سعى إلى استخدام النبلاء المتذمرين في حملة لاستعادة غرناطة الأراضي المتبقية من إسبانيا الإسلامية والتي يحكمها السلطان محمد التاسع آنذاك، وقد حقق بعض النجاحات في معركة شجرة التين، ولكن في النهاية فشل دي لونا ويرجع ذلك جزئياً في استحالة اتباع سياسة متسقة مع وجود أرستقراطية متمردة وملك عديم الخبرة.
في عام 1445 تمكن أخيراً من هزيمة أنتفانتون أراغون بمعركة أولميدو الأولى، بوفاة الإنفانتي الأبرز إنريكي دوق بليانة شقيق الملكة متأثرًا بجراحه، لذلك أصبح لونا الذي كان قائدًا جيوش قشتالة وكونت سان إستيبان دي غورماث منذ عام 1423، السيد الأكبر لتنظيم سانتياغو بعد انتخاب الفرسان له منذ وفاة دوق بليانة.

## النهاية
توفيت الملكة ماريا في ظروف مريبة مما أُشير إلى أن لونا هو العقل المدبر، ومع ذلك بدا أن سلطته أصبحت راسخة تمامًا لأنها كانت تستند فقط إلى المودة الملك الشخصية، على الرغم من أنه رتب له زواجه الثاني من إيزابيلا البرتغالية إلا أنه سرعان ما شعرت بالإهانة من نفوذه الهائل، وعندما تم الاشتباه به في مقتل محاسب الملك بأوامر منه، حثت الملكة زوجها على تحرير نفسه منه، بالفعل بعد ضغوط في عام 1453 استسلم الملك لمطالبها، وتم القبض عليه ومحاكمته بالإعدام قطع الرأس والذي نُفذ بمدينة بلد الوليد في 2 يونيو 1453.
لجأت زوجته خوانا بيمنتل وابنه خوان إلى قلعة إسكالونا وبعد اعدام زوجها تخلت عن المقاومة وسلمتها للقوات الملكية، منذ تلك اللحظة وحتى وفاتها، كانت خوانا توقع على جميع وثائقها باسم "الكونتيسة الحزينة"، مما يظهر الندم الذي أحدثه إعدام زوجها فيها.